# Graeserita
La graeserita és un mineral de la classe dels òxids. Va rebre el nom l'any 1998 per MS Krzemnicki i E. Reusser en honor al Dr. Stefan Graeser (1935-), professor de l'Institut Mineralògic-Petrogràfic de la Universitat de Basilea, Suïssa, en reconeixement de la seva àmplia investigació sobre els òxids i sulfosals d'arsènic en el regió de Binntal (Suïssa).

## Característiques
La graeserita és un òxid de fórmula química Fe3+₄Ti₃As3+O13(OH). Cristal·litza en el sistema monoclínic. La seva duresa a l'escala de Mohs és 5,5.
Segons la classificació de Nickel-Strunz, la graeserita pertany a «04.JB: Arsenits, antimonits, bismutits; amb anions addicionals, sense H₂O» juntament amb els següents minerals: fetiasita, manganarsita, magnussonita, armangita, nanlingita, asbecasita, stenhuggarita, trigonita, finnemanita, gebhardita, derbylita, tomichita, hemloïta, freedita, georgiadesita i ekatita.

## Formació i jaciments
Va ser descoberta a Gorb, situada a la comuna de Binn, dins el districte de Goms (Valais, Suïssa). També ha estat descrita al mont Sterling (Nova Jersey, Estats Units) i a la mina Monte Arsiccio, a la localitat de Stazzema (Toscana, Itàlia). Aquests tres indrets són els únics de tot el planeta on ha estat descrita aquesta espècie mineral.